# Jesús Labrador Encinas
Jesús Labrador Encinas, né le 17 décembre 1963, est un homme politique espagnol membre du Parti populaire (PP).

## Biographie

### Vie privée
Il est marié et père de trois enfants.

### Profession
Il est avocat et professeur titulaire de droit à l'université de Castille-La Manche.

### Activités politiques
Il est député aux Cortes de Castille-La Manche de 2011 à 2015. Il est conseiller à la Présidence et aux Administrations publiques de la Junte des communautés de Castille-La Manche de juin 2011 à janvier 2012, date à laquelle il est nommé délégué du gouvernement espagnol en Castille-La Manche.
Le 20 décembre 2015, il est élu sénateur pour Tolède au Sénat et réélu en 2016.